# Saint Tail
Saint Tail (怪盗セイント・テール?, Kaitō Seinto Tēru, lett. "La ladra Saint Tail") è un manga shōjo scritto e disegnato da Megumi Tachikawa, pubblicato in Giappone sulla rivista Nakayoshi di Kōdansha dall'ottobre 1994 all'ottobre 1996. In Italia è stato pubblicato da Star Comics dal novembre 1997 al settembre 1999 sulla rivista Amici, diventata in seguito monografica.
Dal manga è stato tratto un anime di 43 episodi, prodotto da Tokyo Movie Shinsha e andato in onda in Giappone su ABC tra l'ottobre 1995 e il settembre 1996; in Italia è stato trasmesso, con il titolo Lisa e Seya, un solo cuore per lo stesso segreto, prima su Canale 5 e poi su Italia 1 dal marzo all'agosto 1997.
L'autrice, per il personaggio di Saint Tail, si è ispirata a Magica magica Emi, a Lupin III e ad Occhi di gatto. Inoltre è presente anche l'influenza della canzone Pink no hyo (lett. "Pantera rosa") di Seiko Matsuda (interprete anche della 2ª sigla di apertura), che racconta di una ladra che s'innamora dell'investigatore, il quale tenta invano di arrestarla.
Nel settembre 2018, ad oltre vent'anni dall'ultima pubblicazione, Kōdansha ha decretato, tramite un concorso, Shiki Yamori come la mangaka a cui affidare il sequel dell'opera della Tachikawa, chiamato Kaitō Saint Tail girls!, dove arriva una nuova ragazza a raccogliere l'eredità della protagonista Meimi.

## Trama
Meimi Haneoka (Lisa Elison, in Italia) è un'allegra ragazzina che frequenta una scuola cattolica, l'istituto Saint Paulia, ma di notte si trasforma in un'imprendibile ladra-prestigiatrice che si fa chiamare Saint Tail (Seya). Aiutata dalla sua compagna e novizia Seira Mimori (Sara e Mara), in realtà non ruba per se stessa, ma per aiutare le persone in difficoltà e più che altro recupera oggetti precedentemente rubati per riportarli ai legittimi proprietari o aiuta le persone ad uscire da pasticci combinati in momenti di debolezza. Asuka jr. (Alan), compagno di scuola e di classe di Meimi, è il figlio dell'ispettore inizialmente incaricato di arrestare Saint Tail, ma deciso ad aiutare il padre nell'arresto riesce a farsi assegnare dal sindaco l'incarico di occuparsi del caso con tutta l'autorità di un vero detective speciale.
Inizia un rapporto di fiducia tra ladra e poliziotto, per cui Saint Tail inizierà a preannunciare ad Asuka jr. i propri furti, inviandogli dei messaggi stravaganti quanto plateali. Meimi continuerà il suo rapporto di bisticci quotidiani con lui, ma con il peso di questo segreto nel cuore, e la paura di essere scoperta crescerà man mano che il rapporto tra i due si farà più stretto. Intorno ai due ragazzi ruotano una serie di personaggi, ragazzi e adulti che creano un'atmosfera di grande armonia e vitalità nella piccola comunità della scuola e della cittadina.
Asuka jr. un giorno invita Saint Tail per comunicarle qualcosa, lei accetta e si presenta nel luogo dell'appuntamento, prendendo tutte le precauzioni per non essere scoperta nella propria identità. Ma il ragazzo non è lì per arrestarla questa volta, ma vuole che la ladra gli faccia una promessa, che stringano un patto: Saint Tail non avrebbe dovuto permettere a nessuno di arrestarla, perché dovra essere soltanto lui a farlo. Inoltre Asuka jr. le chiede di avvertirlo in anticipo dei furti che avrebbe compiuto, in modo che lui avrebbe avuto l'occasione di prepararsi per catturarla. La ragazza, felice dell'interesse del ragazzo nei suoi confronti, accetta il patto, lei lo avrebbe avvertito dei furti, e non si sarebbe fatta catturare da nessuno, se non da lui.
Questo patto lega i due ragazzi in un rapporto che diventerà sempre più forte, nonostante la posizione di ladra e poliziotto li tenga ben separati. La fiducia tra i due crescerà sempre di più, anche perché Asuka jr. pian piano inizierà a comprendere che dietro i furti di Saint Tail non c'è ambizione personale, ma desiderio di aiutare gli altri. E proprio questo patto sarà un peso molto grave per la coscienza di Meimi quando lei ed Asuka jr. inizieranno ad avvicinarsi, avrà infatti la continua consapevolezza di nascondergli la verità, la sua identità segreta.
Asuka jr. si rende conto di essere sempre più attratto da Saint Tail, che giudica la sua ragazza ideale, ma contemporaneamente è attratto anche da Meimi e sempre più spesso le immagini delle due ragazze si sovrappongono nella sua mente. Alla fine trova il coraggio di dichiararsi a Meimi: questo da un lato rende felice la ragazza, ma dall'altro aumenta il suo senso di colpa, visto che sente sempre di più il rimorso di stare ingannando il ragazzo a cui vuole bene. E in un drammatico finale, Asuka jr. finalmente scopre l'identità segreta di Meimi, ma capisce contemporaneamente la vera natura dei messaggi che Saint Tail gli aveva lasciato nel corso della storia: non si trattava di semplici comunicazioni dei futuri colpi, ma di lettere d'amore.

## Personaggi

Seira (Mara) e Saint Tail (Seya)

Meimi Haneoka (羽丘 芽美?, Haneoka Meimi, in Italia Lisa Elison) / Saint Tail (怪盗セイント・テール?, Kaitō Seinto Tēru, in Italia Seya)
Doppiata da: Tomo Sakurai (ed. giapponese), Emanuela Pacotto (ed. italiana)
È una ragazza di 14 anni molto vivace, quanto timida. Nata il 29 settembre, ben presto s'innamora di Asuka jr., incaricato di arrestare Saint Tail, l'inafferrabile ladra-prestigiatrice, che altri non è che Meimi. Infatti lei non ruba per sé, ma per aiutare le persone in difficoltà o smascherare truffatori. Dovrà cercare di non farsi scoprire da Asuka jr., altrimenti tra i due non potrebbe mai nascere quel sentimento che in realtà Meimi prova già verso di lui. Ha un riccio di nome Ruby, che ha salvato da loschi traffici, il quale sarà un buon compagno di avventure, ma a volte la sua presenza rischierà di svelare la sua identità segreta. Alla fine, Meimi rinuncia alla sua doppia identità, sostenendo che Saint Tail 'è stato messo dietro le sbarre'; nell'epilogo, ambientato 8 anni dopo, la ragazza riceve la proposta di fidanzamento da Daiki con un anello che accetta ben volentieri.
Daiki Asuka (飛鳥 大貴?, Asuka Daiki, in Italia Alan)
Doppiato da: Kōsuke Okano (ed. giapponese), Patrizio Prata (ed. italiana)
Chiamato da tutti Asuka jr. (アスカＪｒ?, Asuka jr), è il figlio di un investigatore, e viene incaricato dal sindaco di occuparsi del caso della ladra Saint Tail. È anche compagno di classe di Meimi, della quale piano piano apprezzerà le qualità, fino ad innamorarsi di lei. È assolutamente deciso ad arrestare la misteriosa ladra, con la quale stringe un patto e con il tempo anche un rapporto di "fiducia" molto forte. Comprende infatti che dietro ai suoi furti si nasconde sempre qualcosa per cui vale la pena non fermarsi alle apparenze. È un tipo molto impulsivo, per questo Saint Tail riesce sempre a cavarsela (anche se la ladra è di per sé molto scaltra e intelligente). È bravissimo a scuola e vive da solo con il padre, infatti fa anche le faccende di casa. È nato il 12 agosto, ed è corteggiato assiduamente da Rina, la nipote del sindaco. Alla fine, avendo scoperto la doppia identità di Meimi e per proteggerla, afferma aver catturato Saint Tail e che sarà 'messa dietro le sbarre'. Nell'epilogo, ambientato 8 anni dopo, propone a Meimi di fidanzarsi tramite un anello, accettato felicemente.
Seira Mimori (深森 聖良?, Mimori Seira, in Italia Sara e Mara)
Doppiata da: Kikuko Inoue (ed. giapponese), Elisabetta Spinelli (ed. italiana)
È una ragazza di 14 anni, molto tranquilla e matura. Nata il 3 luglio, oltre a frequentare la scuola, va alla chiesa della scuola, dove trascorre il suo tempo libero, poiché è una novizia. Compagna di classe e migliore amica di Meimi, è l'unica che conosce il suo segreto e all'occorrenza la aiuta; in particolare, ascolta le confessioni di molte persone, e quando le capita una situazione in cui Saint Tail potrebbe agire per aiutare queste persone passa le informazioni sulle "pecorelle smarrite", come le chiama lei, a Meimi. La ragazza è spesso provata da questa sua attività, perché rivela segreti che le persone le confessano e il tutto comporta azioni al di fuori della legge, ma si fa anche coraggio del fatto che Saint Tail agisce in buona fede per aiutare le persone.
Rina Takamiya (高宮 リナ?, Takamiya Rina, in Italia solo Rina)
Doppiata da: Yūko Nagashima (ed. giapponese), Alessandra Karpoff (ed. italiana)
È la nipote del sindaco della città, e in seguito frequenterà la stessa scuola di Asuka jr. e Meimi. Sarà un'acerrima rivale in amore per quest'ultima, infatti cercherà di conquistare Asuka jr., di cui s'innamora subito. Presto si convince che Meimi e Saint Tail sono la stessa persona, e metterà anche in discussione la reale intenzione di Asuka jr. nel voler arrestare la ladra. Cercherà di smascherare Meimi e di far togliere l'incarico a Asuka jr., ma in realtà non è una cattiva ragazza. È decisa e caparbia, per questo non perderà occasione di farsi valere. Nell'epilogo, ambientato 8 anni dopo, la ragazza è diventata una poliziotta.
Manato Sawatari (佐渡 真人?, Sawatari Manato, in Italia Sergio)
Doppiato da: Toshiyuki Morikawa (ed. giapponese), Luca Bottale (ed. italiana)
È un compagno di classe di Meimi. È un membro del club di giornalismo e s'innamora di Meimi. Si crede l'idolo delle ragazze, ma in realtà non è molto acuto. È comunque carino e corteggiando Meimi farà ingelosire Asuka jr. È sempre a caccia di scoop, e cercherà di fotografare Saint Tail per scoprirne l'identità.
Eimi Haneoka (羽丘 映美?, Haneoka Eimi, in Italia Eimi Elison) / Lucifer (怪盗ルシファー?, Kaitō Rushifā, in Italia Lucille)
Doppiata da: Chieko Enomoto (ed. giapponese), Loredana Nicosia (ed. italiana)
La madre di Meimi, anche lei da ragazza era una ladra, e si faceva chiamare Lucifer. Quando si è innamorata del padre di Lisa ha cambiato vita e restituito tutti gli oggetti che aveva rubato. È piena di energia, proprio come la figlia.
Genichiro Haneoka (羽丘 源一郎?, Haneoka Gen'ichirō, in Italia John Elison)
Doppiato da: Kazuhiko Inoue (ed. giapponese), Diego Sabre (ed. italiana)
Il padre di Meimi, è un uomo buono, molto dolce, fa il prestigiatore. In passato ha aiutato Eimi a nascondersi dalla polizia dopo un furto, ma poi la conquistata con la sua dolcezza, riportandola sulla retta via. Le qualità dei due genitori si riscontrano in Meimi.
Tomoki Asuka (飛鳥 友貴?, Asuka Tomoki)
Doppiato da: Akio Ōtsuka (ed. giapponese), Massimo Antonio Rossi (ed. italiana)
Il padre di Asuka jr., fa il detective alla polizia locale. Lascia al figlio il compito di catturare Saint Tail, dedicandosi ai criminali più gravi. In passato era innamorato della misteriosa ladra Lucifer.
Hideo Morinaka (森中 秀雄?, Morinaka Hideo)
Doppiato da: Hidetoshi Nakamura (ed. giapponese), Tony Fuochi (ed. italiana)
Il sindaco della città, è anche lo zio di Rina. Affida a Asuka jr. l'incarico di catturare Saint Tail.

## Manga

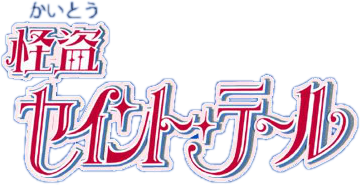
Logo originale della serie

Il manga è stato pubblicato sulla rivista Nakayoshi dall'ottobre 1994 all'ottobre 1996 e successivamente è stato serializzato in 7 tankōbon per conto della Kōdansha, pubblicati tra il giugno 1995 e l'aprile 1997. In alcuni volumi sono contenute brevi capitoli di storie slegate dall'opera primaria: Asagao no portrait e Haru wo yobu orgel nel primo, 16-sai no tiara e Kujira ga tonda hi nel sesto, e Hi~ Fu~ Mi~ e Manatsu Just Meet nell'ultimo volume.
L'opera ha ricevuto una ristampa nell'autunno 2011 in 4 volumi.
In Italia è stato pubblicato con il titolo originale da Star Comics dal novembre 1997 al settembre 1999 sulla rivista Amici in 23 numeri + 3 extra; inizialmente la pubblicazione italiana di Kaitō Saint Tail era abbinata ad altri manga (Una ragazza alla moda, Miracle☆Girls, Codename: Sailor V e Creamy Mami), fino al numero 21 da cui è diventata monografica: il numero 23 di Amici è stato quindi interamente dedicato alla parte finale della storia. Al contrario dell'edizione italiana dell'anime, ovviamente il manga è fedele all'originale, così come i riferimenti culturali al suo interno.
Negli Stati Uniti è stato pubblicato da Tokyopop dall'aprile 2001 al dicembre 2002.

### Volumi
| Nº | Titolo italiano Giapponese 「Kanji」 - Rōmaji | Data di prima pubblicazione         | Data di prima pubblicazione |
| Nº | Titolo italiano Giapponese 「Kanji」 - Rōmaji | Giapponese                          | Italiano                    |
| 1  | Saint Tail 1 「怪盗セイント・テール １」 - Kaitō Seinto Tēru 1 | 5 giugno 1995 ISBN 4-06-178808-6    | novembre 1997-febbraio 1998 |
| 1  | Capitoli - 1. Ecco qui la ladra Saint Tail (怪盗セイント・テール登場?, Kaitō Seinto Tēru tōjō) - 2. Una sfida annunciata (予告状と挑戦状?, Yokoku-jō to chōsen-jō) - 3. I sentimenti delle ragazze (女の子の気持ち?, Onnanoko no kimochi) - 4. Una promessa (約束?, Yakusoku) - Extra. Asagao no portrait (あさがおのポートレート?, Asagao no pōtorēto) - Extra. Haru wo yobu orgel (春をよぶオルゴール?, Haru wo yobu orugōru) |                                     |                             |
| 2  | Saint Tail 2 「怪盗セイント・テール ２」 - Kaitō Seinto Tēru 2 | 3 ottobre 1995 ISBN 4-06-178816-7   | marzo-luglio 1998           |
| 2  | Capitoli - 5. Il primo appuntamento di Saint Tail (セイント・テールの初デート?, Seinto Tēru no hatsu dēto) - 6. Cherry Blossom (チェリー・ブラッサム?, Cherī Burassamu) - 7. La mostra del Tesoro Sconosciuto (涙の秘宝展?, Namida no hihō-ten) - 8. Ti amo tantissimo (大好き?, Daisuki) - 9. Una prova di matrimonio (ウエディング・リハーサル?, Uedingu rihāsaru)                                                            |                                     |                             |
| 3  | Saint Tail 3 「怪盗セイント・テール ３」 - Kaitō Seinto Tēru 3 | 3 febbraio 1996 ISBN 4-06-178824-8  | agosto-novembre 1998        |
| 3  | Capitoli - 10. Il giorno più lungo di Asuka jr. (アスカＪｒ.のいちばん長い日?, Asuka Jr. no ichiban nagai hi) - 11. Il diamante, il cielo notturno e il riccio (ダイヤと夜空とハリネズミ?, Daiya to yozora to harinezumi) - 12. Lo scambio del partner (パートナーチェンジ?, Pātonā chenji) - 13. Meimi nello specchio (鏡の中の芽美?, Kagami no naka no Meimi)                                                                 |                                     |                             |
| 4  | Saint Tail 4 「怪盗セイント・テール ４」 - Kaitō Seinto Tēru 4 | 4 giugno 1996 ISBN 4-06-178833-7    | dicembre 1998-marzo 1999    |
| 4  | Capitoli - 14. La cometa natalizia (クリスマス・コメット?, Kurisumasu Kometto) - 15. Una magia di "Snow Drop" (スノー・ドロップの魔法?, Sunō Doroppu no mahō) - 16. Il giorno di San Valentino (秘密のバレンタイン?, Himitsu no Barentain) - 17. Chi è la nuova stella? (アイドルはだれだ！？?, Aidoru wa dare da!?) |                                     |                             |
| 5  | Saint Tail 5 「怪盗セイント・テール ５」 - Kaitō Seinto Tēru 5 | 4 settembre 1996 ISBN 4-06-178842-6 | aprile-giugno 1999          |
| 5  | Capitoli - 18. Una serenata per te (prima parte) (ふたりの小夜曲（前編）?, Futari no serenāde (zenpen)) - 19. Una serenata per te (seconda parte) (ふたりの小夜曲（後編）?, Futari no serenāde (kōhen)) - 20. La perla che è tornata dal mare (海に帰った真珠?, Umi ni kaetta shinju) - 21. Ai piedi dell'arcobaleno (宝物は すぐそばに?, Takaramono wa sugu soba ni)                                                           |                                     |                             |
| 6  | Saint Tail 6 「怪盗セイント・テール ６」 - Kaitō Seinto Tēru 6 | 4 dicembre 1996 ISBN 4-06-178850-7  | settembre 1999              |
| 6  | Capitoli - 22. La ragazza di Pandora (パンドラの少女?, Pandora no shōjo) - 23. La verità nello specchio (鏡の中の真実?, Kagami no naka no shinjitsu) - 24. L'ultima magia (ラスト・マジック?, Rasuto Majikku) - Extra. 16-sai no tiara (１６歳のティアラ?, 16-sai no tiara) - Extra. Kujira ga tonda hi (くじらが飛んだ日?, Kujira ga tonda hi)                                                                                 |                                     |                             |
| 7  | Saint Tail 7 「怪盗セイント・テール ７」 - Kaitō Seinto Tēru 7 | 2 aprile 1997 ISBN 4-06-178859-0    | settembre 1999              |
| 7  | Capitoli - Extra. La nascita di Saint Tail (セイント・テール誕生！?, Seinto Tēru tanjō!) - Extra. Il regalo di Natale (クリスマスのおくりもの?, Kurisumasu no okurimono) - Extra. Seira e Sawatari (聖良ちゃんと佐渡くん?, Seira-chan to Sawatari-kun) - Extra. Hi~ Fu~ Mi~ (ひ～ふ～み～?, Hi~ Fu~ Mi~) - Extra. Manatsu ni Just Meet (真夏にジャストミート?, Manatsu ni jasuto mīto)                                          |                                     |                             |

## Anime
L'anime, prodotto dalla Tokyo Movie Shinsha, è composto da 43 episodi più due omake, andati in onda su ABC dal 12 ottobre 1995 al 12 settembre 1996. È stato successivamente raccolto in 11 LD, in 14 VHS una prima edizione, in 11 una seconda, in due DVD-BOX in due edizioni e in un Blu-ray BOX.
In Italia è stato acquistato da Mediaset ed è stato trasmesso in prima visione su Canale 5 in un'edizione censurata, dal 3 al 14 marzo 1997 alle ore 16:30, con i primi 11 episodi. Successivamente è stato riproposto per intero su Italia 1 dal 24 giugno dello stesso anno. Nel corso del 2012 è stato trasmesso, in lingua originale con i sottotitoli italiani, sul canale satellitare Man-ga. Nel 2011 la Yamato Video ha pubblicato l'intera serie suddivisa in tre cofanetti (da tre/quattro dischi l'uno), che contengono sia la versione televisiva censurata con il doppiaggio storico, sia quella integrale in lingua giapponese sottotitolata in italiano.

### Episodi
| Nº | Titolo italiano Giapponese 「Kanji」 - Rōmaji - Traduzione letterale | In onda           | In onda        |
| Nº | Titolo italiano Giapponese 「Kanji」 - Rōmaji - Traduzione letterale | Giapponese        | Italiano       |
| 1  | Pietre preziose 「登場！キュートな大泥棒！？あなたのハート盗みます。」 - Tōjō! Kyūto na daidorobō!? Anata no hāto nusumimasu. – "Appare! La più carina delle ladre!? Catturerà il tuo cuore."    | 12 ottobre 1995   | 3 marzo 1997   |
| 2  | Il rivale perfetto 「素敵なライバル！アスカＪｒ」 - Suteki na raibaru! Asuka Jr. – "Un meraviglioso rivale! Asuka Jr."                                                                           | 12 ottobre 1995   | 4 marzo 1997   |
| SP | 「やきいも大追跡」 - Yaki imo daitsuiseki – "La grande caccia alle patate dolci" | 12 ottobre 1995   | -              |
| 3  | Ruby il riccio 「芽美の恋人はハリネズミ！？」 - Meimi no koibito wa harinezumi!? – "L'amore di Meimi è un riccio!?"                                                                              | 19 ottobre 1995   | 5 marzo 1997   |
| 4  | Il velo da sposa 「ウエディングヴェールは大嫌い」 - Uedingu vēru wa daikirai – "Io odio il velo da sposa"                                                                                        | 26 ottobre 1995   | 6 marzo 1997   |
| 5  | L'orologio della felicità 「幸せ伝説！？時計台の大騒動！」 - Shiawase densetsu!? Tokei-dai no ōsōdō! – "La leggenda della felicità!? Confusione alla torre dell'orologio!"                       | 2 novembre 1995   | 7 marzo 1997   |
| 6  | Un nuovo arrivo 「強敵現わる！噂の転校生リナ」 - Kyōteki arawaru! Uwasa no tenkōsei Rina – "Appare una nemica! La vociferata nuova studentessa trasferitasi Rina"                                | 9 novembre 1995   | 8 marzo 1997   |
| 7  | Attenta Seya 「涙！なみだの初ランデブー！？」 - Namida! Namida no hatsu randebū!? – "Lacrime! Un primo rendez-vous di lacrime!?"                                                                 | 16 novembre 1995  | 10 marzo 1997  |
| 8  | Una nuova sfida 「ピンチ！落し物にご用心」 - Pinchi! Otoshimono ni goyōshin – "Pericolo! Attenzione agli oggetti persi"                                                                          | 23 novembre 1995  | 11 marzo 1997  |
| 9  | Il concorso di moda 「コンテスト会場は大混乱」 - Kontesuto kaijō wa daikonran – "Caos alla sede del concorso"                                                                                    | 30 novembre 1995  | 12 marzo 1997  |
| 10 | La trappola 「告白⋯ しちゃった！？」 - Kokuhaku… shichatta!? – "Ha… confessato!?" | 7 dicembre 1995   | 13 marzo 1997  |
| 11 | Il lucchetto della fortuna 「スクープ写真で学院祭大騒動」 - Sukūpu shashin de gakuinsai ōsōdō – "Scoop fotografico al festival della scuola"                                                     | 14 dicembre 1995  | 14 marzo 1997  |
| 12 | Evviva il Natale 「仰天！大トカゲのサンタ！？」 - Gyōten! Dai tokage no Santa!? – "Sbalorditivo! Babbo Natale con una grande lucertola!?"                                                        | 21 dicembre 1995  | 7 luglio 1997  |
| 13 | Lo specchio della principessa 「神秘！？ローザ王女の鏡」 - Shinpi!? Rōza ōjo no kagami – "Mistero!? Lo specchio della principessa Rosa"                                                          | 11 gennaio 1996   | 8 luglio 1997  |
| 14 | La bicicletta 「愛と涙のプラットホーム」 - Ai to namida no purattohōmu – "Piattaforma di amore e lacrime"                                                                                        | 18 gennaio 1996   | 9 luglio 1997  |
| 15 | Un cagnolone per amico 「宝石泥棒を追え！迷犬リトル」 - Hōseki dorobō wo oe! Meiken ritoru – "Segui il ladro di gioielli! Un piccolo cane randagio"                                              | 25 gennaio 1996   | 10 luglio 1997 |
| 16 | Il cuoco più famoso 「中華の鉄人を盗め！」 - Chūka no tetsujin wo nusume! – "Ruba una persona di ferro cinese!"                                                                                  | 1º febbraio 1996  | 11 luglio 1997 |
| 17 | San Valentino 「バレンタインのハート泥棒！？」 - Barentain no hāto dorobō!? – "Il ladro di cuori di San Valentino!?"                                                                             | 8 febbraio 1996   | 12 luglio 1997 |
| 18 | Alta tensione 「さわると危険！超電流の罠」 - Sawaru to kiken! Chō denryū no wana – "Toccante e pericolosa! La trappola ad alta tensione"                                                         | 22 febbraio 1996  | 14 luglio 1997 |
| 19 | Il pianeta è in pericolo 「彗星大接近！地球最後の夜！？」 - Suisei dai sekkin! Chikyū saigo no yoru!? – "Il grande avvicinamento della cometa! L'ultima notte della terra!?"                     | 29 febbraio 1996  | 15 luglio 1997 |
| 20 | Un uovo molto misterioso 「幻の怪鳥の卵を取り戻せ！」 - Maboroshi no kaichō no tamago wo torimodose! – "Recupera le uova degli uccelli fantasma!"                                                | 7 marzo 1996      | 16 luglio 1997 |
| 21 | Un'armonica preziosa 「思い出のハーモニカを盗め！」 - Omoide no hāmonika wo nusume! – "Ruba l'armonica dei ricordi!"                                                                             | 14 marzo 1996     | 17 luglio 1997 |
| 22 | Alieni sì, alieni no 「ＵＦＯ現る！？街は大さわぎ！」 - UFO arawareru!? Machi wa dai sawagi! – "Appaiono gli UFO!? La città è in gran confusione!"                                               | 21 marzo 1996     | 18 luglio 1997 |
| 23 | Che fai Seya? 「ニセ予告状！？秘密の香水の罠」 - Nise yokoku-jō!? Himitsu no kōsui no wana – "Un falso avviso!? La trappola del profumo segreta"                                                 | 28 marzo 1996     | 19 luglio 1997 |
| 24 | Lo scrigno dei ricordi 「許せない！家を壊す悪者たち」 - Yurusenai! Ie wo kowasu warumono-tachi – "Imperdonabili! I cattivi che irrompono in casa"                                                | 28 marzo 1996     | 21 luglio 1997 |
| 25 | Un antico sorriso per una nuova speranza 「強敵！エリート女刑事と対決」 - Kyōteki! Erīto onna keiji to taiketsu – "Un nemico formidabile! Il confronto con la detective donna dell'élite"        | 11 aprile 1996    | 22 luglio 1997 |
| 26 | Un corteggiatore per Lisa 「芽美が大富豪の息子と婚約！？」 - Meimi ga daifūgō no musuko to konyaku!? – "Meimi è fidanzata con il figlio di un milionario!?"                                      | 18 aprile 1996    | 23 luglio 1997 |
| 27 | Travolti dal sipario del destino 「美少女アイドルを救え！」 - Bishōjo aidoru wo sukue! – "Salva la bellissima idol!"                                                                             | 2 maggio 1996     | 24 luglio 1997 |
| 28 | Il cigno di cristallo (1ª parte) 「市長の陰謀！白鳥を盗め（前）」 - Shichō no inbō! Hakuchō wo nusume (zenpen) – "Il complotto del sindaco! Ruba il cigno (prima parte)"                         | 16 maggio 1996    | 25 luglio 1997 |
| 29 | Il cigno di cristallo (2ª parte) 「市長の陰謀！白鳥を盗め（後）」 - Shichō no inbō! Hakuchō wo nusume (kōhen) – "Il complotto del sindaco! Ruba il cigno (seconda parte)"                        | 23 maggio 1996    | 26 luglio 1997 |
| 30 | Non mi tradire Ruby 「正体がバレる！芽美危機一髪」 - Shōtai ga bareru! Meimi kiki ippatsu – "L'identità viene scoperta! Un momento critico per Meimi"                                            | 6 giugno 1996     | 28 luglio 1997 |
| 31 | La pietra lunare 「月の宝石を盗め！」 - Tsuki no hōseki wo nusume! – "Ruba il gioiello della Luna!"                                                                                              | 13 giugno 1996    | 29 luglio 1997 |
| 32 | Una gara poco sportiva 「女子マラソン選手の靴を盗め」 - Joshi marason senshu no kutsu wo nusume – "Ruba le scarpe della maratoneta donna"                                                        | 20 giugno 1996    | 30 luglio 1997 |
| 33 | La sciabola 「少女剣士の願い！名刀を盗め！」 - Shōjo kenshi no negai! Meitō wo nusume! – "Il desiderio di una spadaccina! Ruba la spada!"                                                        | 27 giugno 1996    | 31 luglio 1997 |
| 34 | Billy, un cavallo per amico 「サラブレッドを取り戻せ！」 - Sarabureddo wo torimodose! – "Riprendi il purosangue!"                                                                                | 5 luglio 1996     | 1º agosto 1997 |
| 35 | Un albero verde speranza 「“幸福の樹”を取り戻せ！」 - “Kōfuku no ki” wo torimodose! – "Riprendi “l'albero della felicità”!"                                                                      | 12 luglio 1996    | 2 agosto 1997  |
| 36 | Un battito d'ali che profuma di poesia 「自然の宝・美しき蝶を守れ！」 - Shizen no takara · Utsukushiki chō wo mamore! – "Il meraviglioso tesoro della natura · Proteggi la bellissima farfalla!" | 19 luglio 1996    | 4 agosto 1997  |
| 37 | Sulle ali della libertà 「幻の名画！帰ってきた女探偵」 - Maboroshi no meiga! Kaettekita onna tantei – "Capolavoro dell'illusione! La donna detective è tornata"                                  | 26 luglio 1996    | 5 agosto 1997  |
| 38 | La squadra super speciale 「爆笑！ドタバタ探偵団大活躍」 - Bakushō! Dotabata tantei-dan dai katsuyaku – "Grandi risate! L'eccellente prestazione comica dei detective"                           | 1º agosto 1996    | 6 agosto 1997  |
| 39 | Il canto del delfino 「“白いイルカ”を海へ帰せ！」 - “Shiroi Iruka” wo umi e kaese! – "“Bianco Delfino” ritorna nel mare!"                                                                        | 8 agosto 1996     | 7 agosto 1997  |
| 40 | Ti voglio bene Lisa 「母の秘密！女怪盗の復しゅう」 - Haha no himitsu! Onna kaitō no fukushū – "Il segreto della mamma! La vendetta della ladra femminile"                                        | 15 agosto 1996    | 8 agosto 1997  |
| 41 | Ritorno al passato 「強敵！？かわいい悪魔のワナ！」 - Kyōteki!? Kawaii akuma no wana! – "Un nemico formidabile!? La trappola del demone carino!"                                                 | 22 agosto 1996    | 9 agosto 1997  |
| SP | 「怪盗セイント・テール ときめきスペシャル」 - Kaitō Seinto Tēru Tokimeki supesharu – "Kaitō Saint Tail Special emozionante"                                                                      | 30 agosto 1996    | -              |
| 42 | L'ultima sfida (1ª parte) 「母の敵！ローズマリーの陰謀」 - Haha no teki! Rōzumarī no inbō – "La nemica della mamma! Il complotto di Rosemary"                                                    | 5 settembre 1996  | 11 agosto 1997 |
| 43 | L'ultima sfida (2ª parte) 「最後の闘い！アスカを救え」 - Saigo no tatakai! Asuka wo sukue – "L'ultima battaglia! Salva Asuka"                                                                    | 12 settembre 1996 | 12 agosto 1997 |

### Sigle
La sigla italiana, scritta da Alessandra Valeri Manera con la musica di Franco Fasano ed interpretata da Cristina D'Avena, presenta un arrangiamento completamente diverso e viene usata sia in apertura che in chiusura. Il brano è stato poi incluso in alcuni album della cantante, ovvero Cristina D'Avena e i tuoi amici in TV 10 (1997) e 14 (2001).
Sigla di apertura
- Toki wo koete (時を越えて?), di Yasuko Matsuyuki (ep. 1-24)
- Ashita e to kakedashite yukou (明日へと駆け出してゆこう?), di Seiko Matsuda (ep. 25-43)

Sigla di chiusura
- Junshin (純心?), di Shoko Inoue (ep. 1-24)
- Up Side Down -Eien no wa- (Ｕｐ Ｓｉｄｅ Ｄｏｗｎ －永遠の環－?), di Shoko Inoue (ep. 25-38)
- Yumemiru Melody (夢見るメロディー?), di Miyuki Kajitani (ep. 39-43)

Sigla di apertura e di chiusura italiana
- Lisa e Seya, un solo cuore per lo stesso segreto, di Cristina D'Avena

## CD
Tra il 1995 e il 1997 sono stati pubblicati diversi CD e raccolte, sia di image song che di OST. Molte canzoni contenute negli album possono essere trovate anche in CD non strettamente legati alla serie, come nelle discografie personali delle doppiatrici dell'anime. I due drama-CD Magical Voice non sono stati commercializzati, ma bensì dati in omaggio a chi acquistava i laserdisc degli episodi.
| Nº | Titolo CD                                                                                            | Numero tracce | Data uscita      |
| -- | --- | ------------- | ---------------- |
| 1  | Toki wo koete (時を越えて?)                                                                          | 3             | 8 novembre 1995  |
| 2  | Junshin (純心?)                                                                                      | 4             | 8 novembre 1995  |
| 3  | Kaitō Saint Tail Original Soundtrack 1 (怪盗セイント・テール オリジナル・サウンドトラック １?)       | 28            | 25 novembre 1995 |
| 4  | "Koi" mitai na kanji (「恋」みたいな感じ?)                                                           | 4             | 10 dicembre 1995 |
| 5  | Anata ni aitakute ~Missing You~ (あなたに逢いたくて ～Ｍｉｓｓｉｎｇ Ｙｏｕ～?)                      | 4             | 22 aprile 1996   |
| 6  | Up Side Down -Eien no wa- (Ｕｐ Ｓｉｄｅ Ｄｏｗｎ －永遠の環－?)                                     | 3             | 20 maggio 1996   |
| 7  | E yume, miyou! (Ｅ 夢、見よう！?)                                                                    | 4             | 25 maggio 1996   |
| 8  | Kaitō Saint Tail Original Soundtrack 2 (怪盗セイント・テール オリジナル・サウンドトラック ２?)       | 22            | 26 giugno 1996   |
| 9  | Kaitō Saint Tail All Star Song Collection (怪盗セイント・テール オールスターソングコレクション?)     | 11            | 1º luglio 1996   |
| 10 | Musical St. Tail Original Soundtrack (ミュージカル 怪盗セイント・テール オリジナルサウンドトラック?) | 34            | 25 luglio 1996   |
| 11 | Yumemiru Melody (夢見るメロディー?)                                                                  | 4             | 25 agosto 1996   |
| 12 | Kaitō Saint Tail BEST SONGS (怪盗セイント・テール ＢＥＳＴ ＳＯＮＧＳ?)                              | 7             | 25 gennaio 1997  |
| 13 | Kaitō Saint Tail BEST OF BEST (怪盗セイント・テール ＢＥＳＴ ＯＦ ＢＥＳＴ?)                         | 15            | 25 gennaio 1997  |
| 14 | Kaitō Saint Tail Magical Voice FILE 1 (怪盗セイント・テール マジカルヴォイス ＦＩＬＥ １?)           | 23            | 1997             |
| 15 | Kaitō Saint Tail Magical Voice FILE 2 (怪盗セイント・テール マジカルヴォイス ＦＩＬＥ ２?)           | 16            | 1997             |

## Videogiochi
Durante il corso della serie, sono stati sviluppati diversi videogiochi dalla SEGA.
| Nº | Titolo videogioco                                                                                              | Piattaforma       | Data uscita    |
| -- | --- | ----------------- | -------------- |
| 1  | Kaitō Saint Tail - Saint Tail to One Two Three! (怪盗セイント・テール セイント・テールとワン・ツー・スリー！?) | Sega Pico         | 1996           |
| 2  | Kaitō Saint Tail (怪盗セイント・テール?)                                                                       | Game Gear         | 29 marzo 1996  |
| 3  | Kaitō Saint Tail Screensaver (怪盗セイントテールスクリーンセーバー?)                                           | Kōdansha (per PC) | 1996           |
| 4  | Kaitō Saint Tail (怪盗セイント・テール?)                                                                       | Sega Saturn       | 25 luglio 1997 |

## Libri e romanzi
Durante il corso della serie, in Giappone, sono stati pubblicati da Kōdansha (Nakayoshi) fanbook, anime comics, libri illustrati e diversi libri da colorare. Anche in Italia sono uscite alcune riviste ad opera della casa editrice Diamond.

### Libri illustrati
1. Meimi no himitsu (めいみのひみつ?), ISBN 4-06-309841-9.
2. Nusumareta e (ぬすまれた え?), ISBN 4-06-309846-X.
3. Wedding Dress Contest (ウエディングドレスコンテスト?), ISBN 4-06-309849-4.
4. Fushigi na kagami (ふしぎなかがみ?), ISBN 4-06-309853-2.
5. Kokku-san wa itadaki yo (こっくさんは いただきよ?), ISBN 4-06-309858-3.
6. Harmonica wo kaeshite (ハーモニカを かえして?), ISBN 4-06-309866-4.
7. Party wa oosawagi (パーティーは おおさわぎ?), ISBN 4-06-309874-5.
8. Futatsu no orgel (ふたつのオルゴール?), ISBN 4-06-309892-3.
9. Nisemono no yokokujou (にせものの よこくじょう?), ISBN 4-06-309910-5.
10. Iruka wo tasukete! (いるかを たすけて！?), ISBN 4-06-309910-5.

### Mook
1. Kaitō Saint Tail Kōshiki Fanbook (怪盗セイント・テール 公式ファンブック?), Nakayoshi Media Books 35, 1996, ISBN 4-06-324585-3.
2. Kaitō Saint Tail (怪盗セイント・テール?), Nakayoshi Media Books 49, 1997, ISBN 4-06-324599-3.

### Altro
1. Kaitō Saint Tail - Seal de asobou! (怪盗セイントテール―シールであそぼう！?), Kōdansha o tomodachi New Seal Book 27, gennaio 1996, ISBN 4-06-327227-3.
2. Kaitō Saint Tail (1) Valentine no heart dorobō! (怪盗セイント・テール（１） バレンタインのハートどろぼう！?), Ninkimono kamishi-bai ehon 4 (Kōdansha), ISBN 4-06-333104-0.
3. Kaitō Saint Tail Piano Solo Album (怪盗セイント・テールピアノソロアルバム?), Hinako Kiyo / Doremi Music Publishing, ISBN 4-8108-2674-0.
4. Kaitō Saint Tail (怪盗セイント・テール?), Tobidasu ehon Gold-ban, ISBN 4-88348-010-0.

## Musical
Dal 26 luglio 1996 la compagnia teatrale di Kaoru Asakura ha messo in scena il musical di St. Tail, basato sui primi episodi dell'opera. Del tour nazionale hanno fatto parte anche Tomo Sakurai e Kōsuke Okano, doppiatori originali di Meimi/Saint Tail e Asuka Jr. nella serie animata, che interpretano anche qui gli stessi personaggi in carne e ossa. Il musical non è mai uscito su alcun supporto home-video, ma è stato pubblicato un CD con la colonna sonora utilizzata negli spettacoli.

## Trasmissioni e adattamenti nel mondo
L'anime è stato trasmesso, oltre che in Giappone e in Italia, anche in diversi Paesi in tutto il mondo. Negli Stati Uniti sono stati doppiati solamente 15 episodi, i restanti sono stati sottotitolati, mentre in Corea del Sud sono stati tagliati completamente gli episodi 4, 33 e 41 per i temi trattati.
| Stato         | Canale/i televisivo | Data prima TV                      | Titolo                                                        |
| ------------- | ------------------- | ---------------------------------- | ------------------------------------------------------------- |
| Corea del Sud | KBS, Tooniverse     | 20 dicembre 1996 – 29 marzo 1999   | Cheonsa sonyeo Neti (천사소녀 네티?)                          |
| Filippine     |                     |                                    | Sweet Tales of Saint Tail                                     |
| Hong Kong     | TVB Jade            | 1997 – 1998                        | 怪盗S St. Tail                                                |
| Messico       | TV Azteca           | 20 novembre 2000 – 22 gennaio 2001 |                                                               |
| Portogallo    | Canal Panda         | 2006                               | A Ladra Meimi                                                 |
| Russia        |                     |                                    | Грабительница Святой Хвост                                    |
| Spagna        |                     |                                    | Las Aventuras de Saint Tail, La Misteriosa Ladrona Saint Tail |
| Stati Uniti   |                     |                                    | Kaitō Saint Tail                                              |
| Taiwan        |                     | 15 maggio 2000 – 26 marzo 2001     | 怪盗S St. Tail                                                |

### Adattamento italiano
Megumi Tachikawa, autrice del manga, è molto credente ed ha inserito numerosi riferimenti cristiani e cattolici nella storia (alcuni dei quali errati), in gran parte eliminati dall'edizione italiana della serie, che ha comportato inoltre numerosi adattamenti culturali, tra cui:

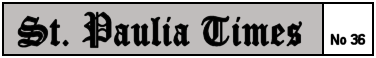
Testata del giornalino del collegio, che svela il vero nome della scuola

- Testata del giornalino del collegio, che svela il vero nome della scuola Il nome del personaggio principale, Saint Tail (letteralmente "Santa Coda") è stato mutato in Seya, per eliminare il riferimento alla "santità" della protagonista. Inspiegabilmente il nome del collegio, da Saint Paulia (Santa Paulia) è stato mutato in Saint Tail, anche se non è stato possibile cancellare le tracce del nome originale, visto che ad esempio la testata del giornalino della scuola 'St. Paulia Times' compare spesso durante la serie.
- Il personaggio di Seira è una novizia che confessa i fedeli e che veste abiti "laici" quando va a scuola. In Italia gli adattatori, per non presentare una suora con quel tipo di comportamento che non risponde a realtà[N 5], hanno sdoppiato il personaggio creando Sara (la compagna di classe di Lisa) e Mara (la novizia), due sorelle gemelle che ovviamente non si incontrano mai.
- Nella versione italiana solo Mara conosce la doppia identità di Lisa, mentre Sara ne è all'oscuro, contrariamente all'edizione giapponese dove Seira è ovviamente consapevole della cosa sia nelle vesti di alunna che in quelle di suora. Seira in realtà è complice di Saint Tail ed è lei che le fornisce le informazioni e le propone i "colpi" da effettuare, dopo aver ascoltato le confessioni e le confidenze di coloro che si presentano in chiesa.
- Sono state, in parte, censurate tutte le scene con la trasformazione di Lisa in Seya, che avvengono quasi tutte in chiesa in presenza di Seira/Sara e con il suo aiuto (nell'adattamento italiano le trasformazioni avvengono invece in un luogo indefinito). Il rito della trasformazione comporta anche due preghiere, una all'inizio, recitata soltanto da Meimi/Lisa («Signore perdonami, perché qui non c'è alcun trucco») e l'altra alla fine («Speriamo che da lassù qualcuno ci protegga») recitata da entrambe le ragazze. Le preghiere sono state completamente tagliate nell'edizione italiana[36]. Negli adattamenti in altre lingue (spagnolo, inglese, portoghese, cinese, ecc.), la sequenza con le preghiere è stata inserita integralmente.
- Sono state eliminate o ricoperte con fermo-immagini tutte le scene con caratteri giapponesi o dove compare il vero nome di Seya (Saint Tail) e questo causa a volte problemi di comprensione della trama, soprattutto quando la piccola ladra preannuncia firmandoli i suoi prossimi colpi.
- Sono state eliminate o ricoperte con fermo-immagini tutte le scene contenenti del sangue, ad esempio nell'ep. 41 dove Rina picchia Sergio facendogli uscire il sangue dal naso o nell'ep. 42 dove Alan rompe con un pugno lo specchio segreto con il quale ha scoperto la vera identità di Seya, ferendosi la mano dalla quale esce il sangue che gocciola a terra.